# علفزار (فیلم ۱۴۰۰)
علفزار فیلمی ایرانی در ژانر درام جنایی به نویسندگی و کارگردانی کاظم دانشی و تهیه‌کنندگی بهرام رادان محصول سال ۱۴۰۰ است. این فیلم در بخش سودای سیمرغ چهلمین دوره جشنواره فیلم فجر حضور داشت و در ۱۳ رشته نامزد و در نهایت برنده ۴ جایزه بهترین صداگذاری، بهترین تدوین، بهترین نقش مکمل زن و بهترین فیلمنامه شد.

## داستان
داستان این فیلم الهام‌گرفته از ماجرای واقعی و تجاوز گروهی در -باغ-های خمینی شهر اصفهان در سال ۱۳۹۰ خورشیدی است. در این پرونده ۶ مرد به صورت غیرقانونی وارد یک مراسم خانوادگی در باغی می‌شوند و پس از حبس کردن مردان، به زنان تجاوز می‌کنند. بازپرس که قصد رسیدگی عادلانه به ماجرا را دارد، با ممانعت دادستان به سفارش شهرداری مواجه می‌شود که اعضای خانواده‌اش در این ماجرا مورد تجاوز قرار گرفته‌اند و از ترس از دست دادن موقعیت خود اعضای خانواده‌اش را مجبور به رضایت می‌‌کند. در این میان، تنها عروس خانواده که همسرش پس از حادثه در کما به سر می‌برد پیگیر شکایت خود می‌شود و به هر قیمتی به دنبال قصاص مجرمان است. بازپرس با وجود تهدیدات شکایت را تنظیم و به دادگاه ارجاع می‌دهد. پس از مدتی دادستان به دلیل تبانی با شهرداری تحت پیگرد قانونی قرار می‌گیرد و از رتبه خود عزل می‌شود. نام‌گذاری «علفزار» نیز به دلیل تشبیه و ترسیم جامعه ایران در این فیلم، به‌صورت علفزاری پُر از ناهنجاری‌های اجتماعی‌ست.

## بازیگران
| بازیگر          | نقش                 | توضیحات                                   |
| --------------- | ------------------- | ----------------------------------------- |
| پژمان جمشیدی    | بازپرس              | بازپرس پرونده                             |
| سارا بهرامی     | سارا                | خواهر شبنم                                |
| ستاره پسیانی    | شبنم                | همسر مهران ، خواهر سارا                   |
| ترلان پروانه    | الهام               | خواهر شوهر سارا ، دختر شهردار ، همسر سجاد |
| مهدی زمین پرداز | محسن                | معشوقه سابق فریبا                         |
| عرفان ناصری     | مهران               | همسر شبنم                                 |
| یسنا میرطهماسب  | سجاد                | همسر الهام                                |
| مائده طهماسبی   | مادر متجاوزان       | مادر حامد                                 |
| رویا جاویدنیا   | همسر شهردار         | مادر الهام ، مادر شوهر سارا               |
| صدف اسپهبدی     | فریبا               | معشوقه سابق محسن                          |
| متین حیدری‌نیا   | حامد                | متجاوز                                    |
| فرخ نعمتی       | شهردار              | پدر شوهر سارا                             |
| مهران امام بخش  | دادستان             |                                           |
| محمد معتضدی     | برادر حامد          | متجاوز                                    |
| ستایش رجایی نیا | منشی دفتر بازپرسی   |                                           |
| الهه اذکاری     | مادر پسربچهٔ کشته‌شده |                                           |
| بنیامین نوروزی  | آریو                |                                           |
| آدرینا توشه     | دختر فریبا و محسن   |                                           |
| محمدمهدی احدی   | پسر سرایدار         |                                           |

## بازخورد
علفزار بعد از موقعیت مهدی با نامزدی در ۱۳ رشته دارای بیشترین تعداد نامزدی در این دوره از جشنواره  فیلم فجر بود. علف‌زار در جدول رده‌بندی منتقدان نشریهٔ فیلم که هر سال بعد از پایان جشنواره فیلم فجر برگزار می‌شود به عنوان بهترین فیلم برگزیده شد.

### جوایز و نامزدی‌ها
| جایزه                        | رده                 | نامزد          | نتیجه        | منبع          |
| ---------------------------- | ------------------- | -------------- | ------------ | ------------- |
| چهلمین دوره جشنواره فیلم فجر | بهترین چهره‌پردازی   | مونا جعفری     | نامزدشده     | [ ۱۰ ] [ ۱۱ ] |
| چهلمین دوره جشنواره فیلم فجر | بهترین صداگذاری     | علیرضا علویان  | برنده        | [ ۱۰ ] [ ۱۱ ] |
| چهلمین دوره جشنواره فیلم فجر | بهترین موسیقی متن   | بهزاد عبدی     | دیپلم افتخار | [ ۱۰ ] [ ۱۱ ] |
| چهلمین دوره جشنواره فیلم فجر | بهترین تدوین        | حمید نجفی‌راد   | برنده        | [ ۱۰ ] [ ۱۱ ] |
| چهلمین دوره جشنواره فیلم فجر | بهترین فیلمبرداری   | هادی بهروز     | نامزدشده     | [ ۱۰ ] [ ۱۱ ] |
| چهلمین دوره جشنواره فیلم فجر | بهترین نقش مکمل مرد | مهدی زمین‌پرداز | نامزدشده     | [ ۱۰ ] [ ۱۱ ] |
| چهلمین دوره جشنواره فیلم فجر | بهترین نقش مکمل زن  | صدف اسپهبدی    | برنده        | [ ۱۰ ] [ ۱۱ ] |
| چهلمین دوره جشنواره فیلم فجر | بهترین نقش اول مرد  | پژمان جمشیدی   | نامزدشده     | [ ۱۰ ] [ ۱۱ ] |
| چهلمین دوره جشنواره فیلم فجر | بهترین نقش اول زن   | سارا بهرامی    | نامزدشده     | [ ۱۰ ] [ ۱۱ ] |
| چهلمین دوره جشنواره فیلم فجر | بهترین فیلمنامه     | کاظم دانشی     | برنده        | [ ۱۰ ] [ ۱۱ ] |
| چهلمین دوره جشنواره فیلم فجر | بهترین فیلم اول     | کاظم دانشی     | نامزدشده     | [ ۱۰ ] [ ۱۱ ] |
| چهلمین دوره جشنواره فیلم فجر | بهترین کارگردانی    | کاظم دانشی     | نامزدشده     | [ ۱۰ ] [ ۱۱ ] |
| چهلمین دوره جشنواره فیلم فجر | بهترین فیلم         | بهرام رادان    | نامزدشده     | [ ۱۰ ] [ ۱۱ ] |